# Bamingui-Bangoran
Bamingui-Bangoran és una de les 14 prefectures de la República Centreafricana. Està situada en el centre-nord del país, fronterejant amb el Txad. La seva capital és Ndélé. Està envoltada per les prefectures de Vakaga al nord-est, Haute-Kotto a l'est, Ouaka al sud, i amb Nana-Mambéré i Ouham a l'oest.
Bamingui-Bangoran és l'única prefectura centrafricana on habita la tribu dels Runga, amb una població de 21.000 habitants.
A Bamingui-Bangoran es troba dos dels tres parcs naturals dels quals compta el país. Se'n diuen Bamingui-Bangoran i St. Floris.